# 卡尼努斯冰原島峰
71°6′S 70°10′W / 71.100°S 70.167°W
卡尼努斯冰原島峰（英語：Caninus Nunatak）是南極洲的冰原島峰，位於亞歷山大一世島，處於沃爾頓山脈北部，海拔高度約700米，現時由南極條約體系管理。